# Beckendorfer Mühlenbachtal
Koordinaten: 52° 5′ 11″ N, 8° 28′ 27″ O

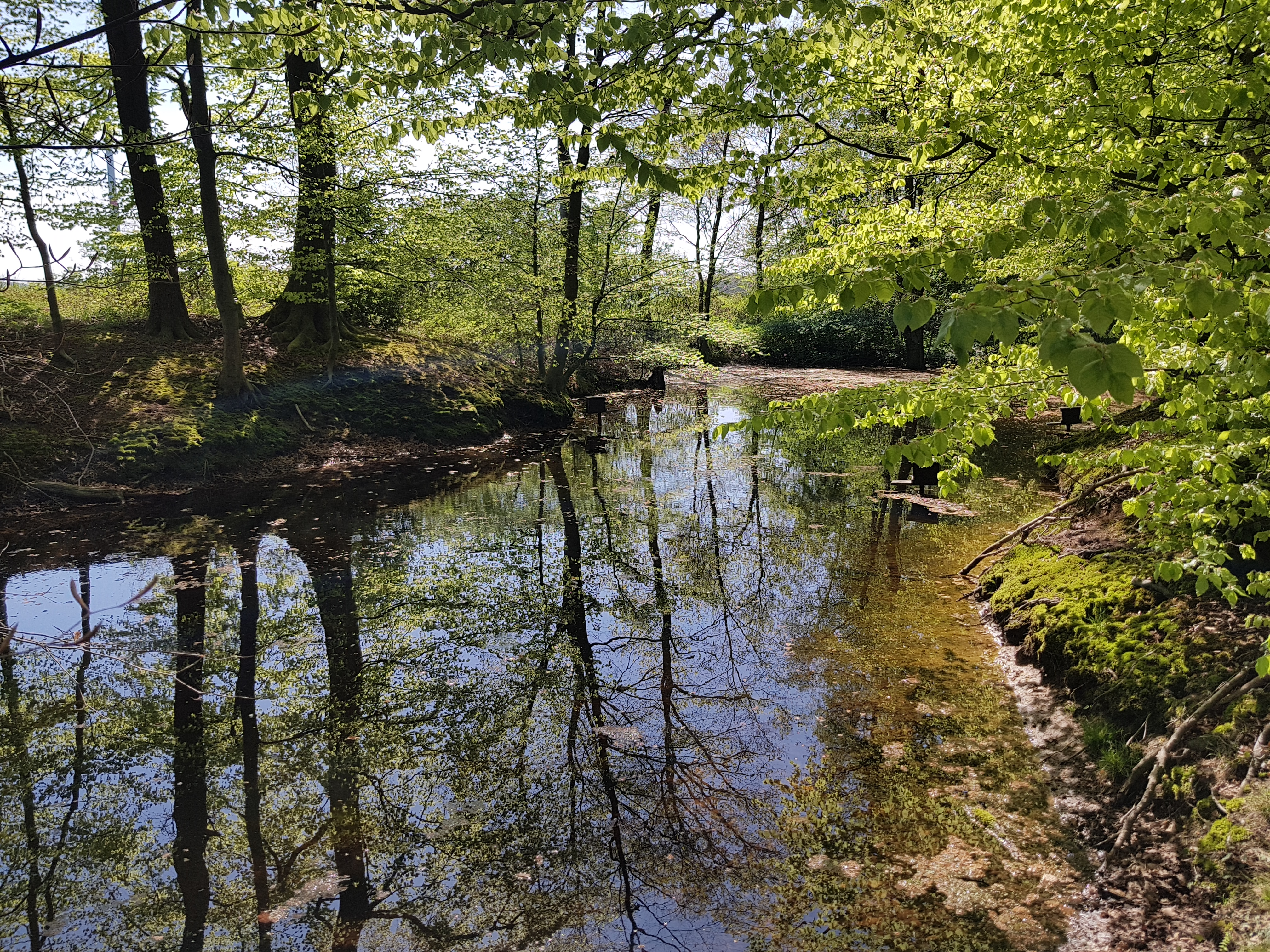
Naturschutzgebiet Beckendorfer Mühlenbachtal (April 2019)

Das Naturschutzgebiet Beckendorfer Mühlenbachtal liegt im Stadtbezirk Dornberg der kreisfreien Stadt Bielefeld in Nordrhein-Westfalen. 
Das Gebiet erstreckt sich nordwestlich der Kernstadt von Bielefeld und nördlich, östlich und südöstlich des Bielefelder Stadtteils Schröttinghausen. Südöstlich erstreckt sich das etwa 40,2 ha große Naturschutzgebiet (NSG) Mühlenmasch und südlich das etwa 36,4 ha große NSG Schwarzbachtal.

## Bedeutung
Das etwa 125,3 ha große Gebiet wurde im Jahr 1996 unter der Schlüsselnummer BI-034 unter Naturschutz gestellt. Schutzziele sind
- der Schutz der weitgehend zusammenhängenden Talbereiche des Beckendorfer Mühlenbaches von der Quelle bis zur Einmündung in den Schwarzbach sowie der Seitensieks,
- die Erhaltung, Entwicklung und Pflege des landschaftstypischen Grünlandes, insbesondere die Wiederherstellung der quelligen Magerwiesen und mageren Böschungs-Weiden und -Heiden aus den vorhandenen Brachestadien und
- die Erhaltung und Pflege von Lebensstätten gefährdeter Pflanzen und Tiere, insbesondere der für die Fließgewässerregion typischen Fischfauna.[3]